# Real (電影)
《Real》（韓語：리얼）是2017年6月28日上映的一部韓國動作黑色電影，該片講述了圍繞亞洲最大規模賭場中的兩個男人的巨大秘密及陰謀，其中掌握黑幫勢力的野心勃勃的張泰英與反對勢力鬥智鬥勇的故事。

## 劇情
SIESTA賭場開業前，出現在張泰英（金秀賢 飾）面前的暗黑組織老大曹源根（成東鎰 飾）主張自己擁有賭場的所有權，陷入賭場搶奪危機的張泰英去拜訪了投資者。某天，不僅是姓名連外貌都一樣的可疑投資者（金秀賢 飾）出現並提出把曹源根一起解決的方案。隨著可疑投資者的登場，與曹源根之間爭奪賭場的戰爭正式開始，圍繞著他們的巨大秘密和陰謀漸漸浮出水面。

## 演員

### 主要演員
- 金秀賢 飾演 張泰英，Siesta賭場老闆/神秘投資者/記者
- 成東鎰 飾演 曹源根，覬覦張泰英的賭場，是一個極具破格性的反派角色
- 李聖旻 飾演 崔鎮基，精神科博士
- 崔真理 飾演 宋宥華，康復治療師
- 趙宇鎮 飾演 史道鎮，VIP顧客職業律師

### 其他演員
- 李璟榮 飾演 盧炎，刑警出身的文學作家
- 韓智恩 飾演 韓藝媛，女演員
- 金洪發 飾演 崔議員
- 鄭仁謙 飾演 金教授
- 崔權   飾演 白室長
- 尹敬浩 飾演 曹源根手下
- 朴敘俊 飾演 開槍殺手
- 孫賢周 飾演 鼓掌的復健室病人
- 多順   飾演 賭場女服務生
- 安昭熙 飾演 縫紉機女工
- IU 飾演 頒獎禮的禮儀小姐
- 秀智   飾演 刺青師

## 外部連結
- NAVER電影（页面存档备份，存于）
- Daum電影（页面存档备份，存于）
- China's Alibaba Pictures to Invest in South Korean Film 'Real'（页面存档备份，存于）（英文）
- Alibaba Pictures In ‘Real’ Deal; Pacts For First Korean Film Investment（页面存档备份，存于）（英文）
- 互联网电影数据库（IMDb）上《Real》的资料（英文）